# Antonio Santarsiero Rosa
Antonio Santarsiero Rosa OSI (ur. 13 czerwca 1951 w Avigliano) – włoski duchowny katolicki posługujący w Peru, biskup diecezji Huacho od 2004.

## Życiorys
Wstąpił do Zgromadzenia Oblatów św. Józefa i niedługo później został wysłany do Peru. Studiował filozofię i teologię na Papieskim Uniwersytecie Katolickim w Limie i uzyskał tytuł licencjata.
19 marca 1979 złożył śluby wieczyste, zaś święcenia kapłańskie przyjął w Rzymie 14 czerwca 1980. Pełnił funkcje m.in. wikariusza prowincjalnego (1987-1989), wiceprowincjała (1989-1998) oraz prowincjała (1998-2001). W 1998 pracował jako sekretarz pomocniczy Konferencji Episkopatu Peru.

### Episkopat
13 czerwca 2001 został mianowany przez papieża Jana Pawła II prałatem terytorialnym Huarí. Sakry biskupiej udzielił mu 12 sierpnia tegoż roku ówczesny prymas Peru, kard. Juan Luis Cipriani Thorne.
4 lutego 2004 został mianowany biskupem diecezji Huacho.